# Parmotrema blanchetianum
Parmotrema blanchetianum är en lavart som först beskrevs av Johannes Müller Argoviensis, och fick sitt nu gällande namn av Kalb. Parmotrema blanchetianum ingår i släktet Parmotrema och familjen Parmeliaceae.   Inga underarter finns listade i Catalogue of Life.